# Крапельна зарядка
Крапельна зарядка (англ. trickle charging) — заряджання повністю зарядженого акумулятора зі швидкістю, яка компенсує його саморозряд. Це дозволяє акумулятору утримувати максимально заряджений рівень. Такий стан виникає майже виключно, коли акумулятор не навантажений, оскільки крапельне заряджання не підтримуватиме рівень заряду, якщо навантаження споживає струм. Напруга, яка забезпечує крапельну зарядку, називається плаваючою.
Для свинцево-кислотних акумуляторів без навантаження з крапельною зарядкою (наприклад, у SLI-батареях), крапельне заряджання відбувається звично наприкінці заряду, коли внутрішній опір свинцево-кислотної батареї до зарядного струму збільшується настільки, щоб зменшити додатковий зарядний струм до величини крапельного. У таких випадках крапельне заряджання дорівнює енергії, витраченій свинцево-кислотною батареєю на розщеплення води в електроліті на водень і кисень.
Акумулятори з іншими хімічними складовими, зокрема як у літій-іонній технології, не можуть безпечно використовувати крапельне заряджання. У такому випадку контрольні плати (іноді їх називають системою керування акумулятором) регулюють електричні умови під час заряджання відповідно до вимог хімічного складу акумулятора. Загалом для літій-іонних та акумуляторів і для деяких типів неврахування обмежень електрохімії щодо крапельної зарядки після досягнення повністю зарядженого стану може призвести до перегріву та, можливо, до пожежі або вибуху.